# Kõima
Kõima är en ort i Estland. Den ligger i Audru kommun och landskapet Pärnumaa, i den sydvästra delen av landet, 120 km söder om huvudstaden Tallinn. Kõima ligger 11 meter över havet och antalet invånare är 213.
Terrängen runt Kõima är platt. Havet är nära Kõima åt sydost.  Närmaste större samhälle är Pärnu, 14,1 km öster om Kõima.